# Valltorp

Valltorp är en gård i Appuna socken, Mjölby kommun, Östergötlands län. Gården bestod av 1 mantal.

## Ägare
- 1657 - Per Larsson.
- 1670 - Samuel.
- 1673-1676 - Anna.
- 1680-1717 - Samuel.
- 1718-1750 - Sven Larsson.
- 1760-1766 - Samuel.